# Nottingham (stacja kolejowa)
Nottingham – stacja kolejowa w Nottingham, w hrabstwie Nottinghamshire, w Anglii. Znajdują się tu 2 perony.
Przewoźnikiem zarządzającym stacją jest East Midlands Trains. Ponadto obsługują ją Northern Rail i CrossCountry.